# Меч Диявола
«Меч диявола» (індон. Golok Setan) — індонезійський фільм у жанрі меча і чарів 1984 року режисера Ратно Тімура.
Зірка індонезійських бойовиків Баррі Прима, відомий завдяки фільмам «Люті борці за свободу» та «Воїн», зіграв одну з ролей у фільмі. У фільмі є бойові мистецтва, а також елементи фентезі, жахів, наукової фантастики й незначний еротичний підтекст завдяки зображенню Королеви Крокодилів.

## Фон
Як і більш відомий персонаж Джака Сембунг, головний герой фільму взятий з коміксу. Фільм 1987 року «Мандала зі Зміїної річки» (Mandala Dari Sungai Ular), продовження «Меча диявола», є однойменною адаптацією коміксу. Основна відмінність між цими персонажами полягає в тому, що Мандала — воїн з міфічних доісламських часів архіпелагу, тоді як Джака Сембунг — мусульманин і західнояванський борець за свободу проти нідерландського колоніального панування.

## Сюжет
У «Мечі диявола» йдеться про пошуки старовинного меча, викуваного з таємничої металевої субстанції, що впала на землю у вигляді метеорита. Старий, який знайшов метеорит, створює Меч Диявола і після того, як він спалює його хатину, ховає його. Той, хто володіє мечем, володіє найбільшою силою, яку тільки можна уявити.
У далекій країні жорстока королева крокодилів вимагає, щоб маленьке прибережне село приносило їй у жертву своїх молодих хлопців, щоб втамувати її ненаситну потребу у фізичному коханні.
Баньюджага (Адвент Бангун) посланий Королевою Крокодилів (Ґудді Сінтара) викрасти нареченого місцевої сільської принцеси (Енні Крістіна), щоб зробити його своїм підданим. Під час набігу на село Мандала (Баррі Пріма), колишній колега Баньюджаги, бачить сутичку і допомагає захистити село, а в підсумку допомагає принцесі повернути її майбутнього чоловіка. Це було нелегко: йому довелося долати людей-крокодилів, відьом, монстрів і навіть давнього заклятого ворога. Мандала знаходить Диявольський меч і повинен перемогти Королеву Крокодилів та Банюджагу.

## Відгуки
- «Це химерна й дивовижна суміш малобюджетного фільму 80-х у жанрі меча і чаклунства з бойовиками про східні єдиноборства. На додачу до всього цього — здорова доза індонезійського фольклору… або принаймні індонезійського фольклору, пропущеного крізь призму дешевого експлуататорського кіно 80-х років. Якщо це звучить для вас фантастично, це тому, що так воно і є. У цьому фільмі відбувається стільки приголомшливого божевілля»[3].
- «Цей фільм як „Конан-варвар“ на кислотному тріпі, коли режисери кидають у суміш усе, що тільки можна уявити, щоб побачити, що з цього вийде. Не все з цього працює через слабкі спецефекти та нерівний темп, але значна частина фільму працює на користь того, щоб бути трешовою насолодою»[3].